# لوریگیتا
لوریگیتا ("حلقه‌های کوچک" به زبان ساردینیا) نوعی پاستا است که مخصوص روستای مورگونجیوری در دامنه مونته آرسی در ساردینیا است. این پاستا به عنوان یک غذای سنتی شناخته می‌شود و بنابراین برچسب محصولات کشاورزی سنتی را در ایتالیا دارد.
این ماکارونی معمولاً با مرغ آزاد (محلی) و سس گوجه‌فرنگی طعم‌دار می‌شود.

## آماده‌سازی
این پاستا به صورت دستی تهیه می‌شود، به طوری که یک رشته دوگانه از خمیر را بین انگشتان پیچیده و یک بافت بسته برای تشکیل حلقه (لوریگا به زبان ساردینیا) ایجاد می‌کنند.
به‌طور سنتی، این ماکارونی برای جشن روز همه قدسین با آرد سمولینا و آب تهیه می‌شد. برای تهیه ۱ کیلوگرم از این پاستا، ممکن است یک نفر ۳ تا ۴ ساعت زمان صرف کند.

## ارتقاء
در سال‌های اخیر، شهرداری‌های متوالی سیاست‌هایی را برای ترویج لوریگیتا اتخاذ کرده‌اند. این پاستا در نمایشگاه‌ها و بازارهای مهم مختلفی از جمله سالن ترا مادره دل گوستو و سالن جشنواره در لوگانو نمایندگی شده است. علاوه بر این، به مدت بیش از ده سال، مدیریت شهری جشنواره لوریگیتا را در هفته اول آگوست با چشیدن رایگان این پاستای معروف برگزار می‌کند. این رویداد همیشه با استقبال زیادی مواجه شده و هزاران نفر از ساکنان یک شهر کوچک در دامنه مونته آرسی در آن شرکت می‌کنند.